# Remolinos
Remolinos es un municipio y localidad española de la provincia de Zaragoza, en la comunidad autónoma de Aragón. El término municipal, con una población de 1023 habitantes (INE 2024), es famoso por sus minas de sal y por las pechinas de su iglesia, pintadas por Francisco de Goya.

## Historia

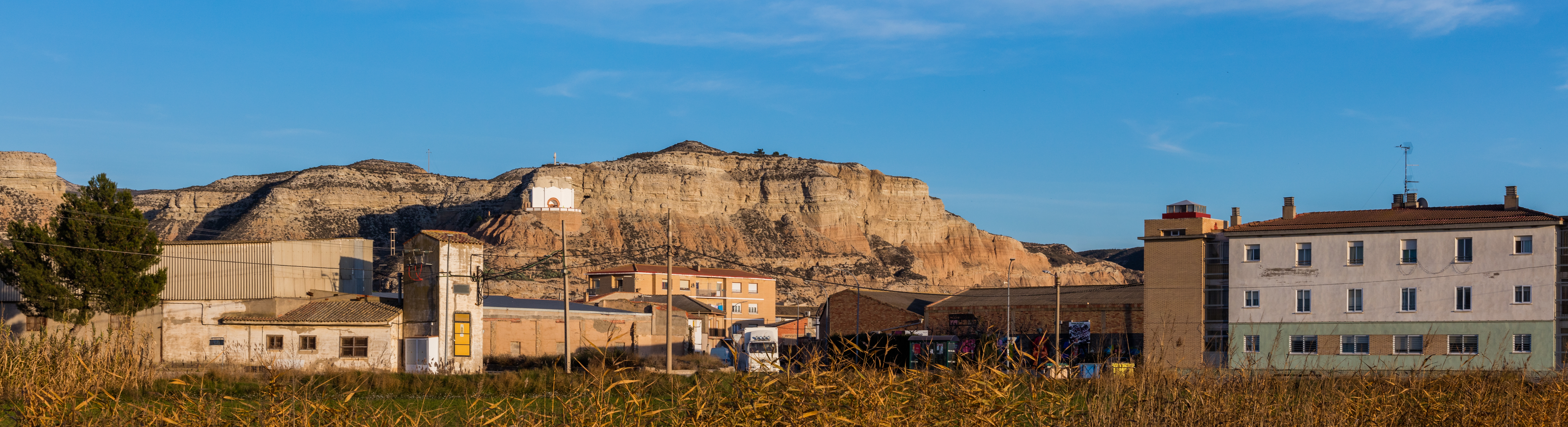
Vista de Remolinos

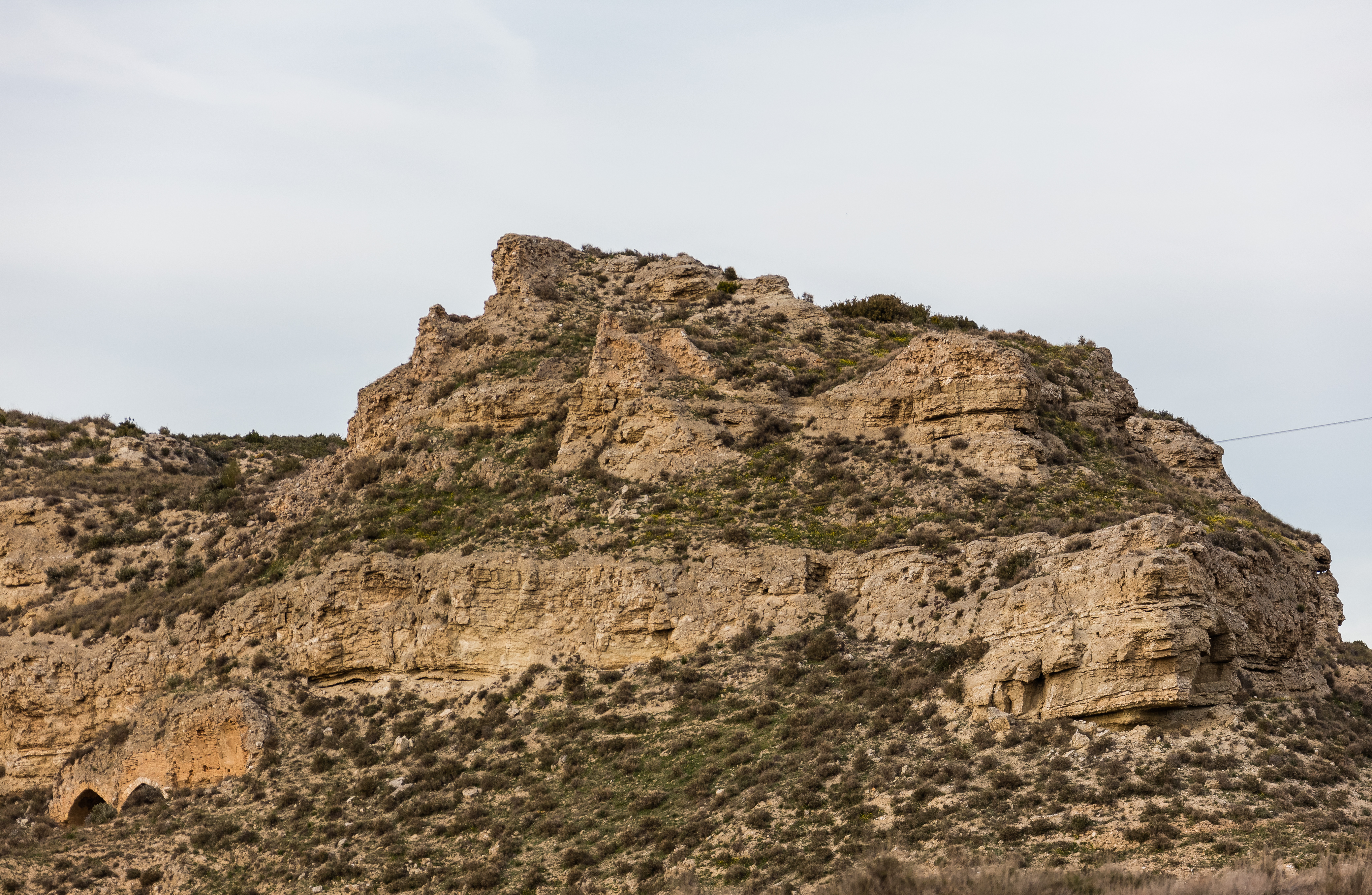
Castillo de Pola

A mediados del siglo XIX, el lugar contaba con una población censada de 534 habitantes. La localidad aparece descrita en el decimotercer volumen del Diccionario geográfico-estadístico-histórico de España y sus posesiones de Ultramar de Pascual Madoz de la siguiente manera:

REMOLINOS: l. con ayunt. de la prov., aud. terr. v dióc. de Zaragoza (9 horas), part. jud. de Egea de los Caballerea (8), c. g. de Aragon. sit. en terreno llano, á 1/4 de hora izq. del r. Ebro, y al SE. de un montecillo que le defiende de viento N.; le baten con frecuencia los del O. y E.; su clima es templado, y las enfermedades mas comunes calenturas intermitentes. Tiene 140 casas; las del ayunt. y cárcel; escuela de niños concurrida por 40, y dotada con 1,50O rs.; otra de niñas con 20 de asistencia; igl. parr. (San Juan Bautista); de término, servida por un cura de provision de la Orden de San Juan de Jerusalen: tiene por anejo el cot. red. de Pola; una ermita (Sto. Cristo de la Cueva), sit. en la subida del monte á 800 pasos de la pobl., y un cementerio fuera de ella. Confina el term. por N. con Castillos de Sora y Tauste; E. Castellar y Alcalá de Ebro; S. con este ultimo, y O. Tauste y Luceni: su estension de N. á S. es de una leg. y 1/4 de E. á O.; baña uno de sus estremos el r. Ebro, que corre de O. á E., y su monte, denominado de Remolinos, sit. al N., cria romeros, algunos pinos y arbustos, tomillos y escorzonera; contiene ademas una salina de piedra abundantísima, en cuyo interior se observan raros y hermosos caprichos de la naturaleza, formados de la misma sal de trasparente y pulida cristalizacion. El terreno es de mala calidad por el mucho yeso y salitre en que abunda. caminos: el que conduce de Cinco Villas á Zaragoza en mal estado. El correo se recibe de Pedrola por peaton tres veces á la semana. prod.: trigo, cebada, maiz, alubias, poco vino, aceite y hortaliza; mantiene ganado lanar, y caza de codornices en su tiempo. ind.: la agrícola y una fábrica insignificante de salitres. pobl.: 112 vec., 534 alm. cap. prod.: 1.387,320 rs. imp.: 87,600 contr.: 18,514.
(Madoz, 1849, p. 411)

## Demografía
Remolinos cuenta con una población de 1023 habitantes (INE 2024).
| Gráfica de evolución demográfica de Remolinos entre 1842 y 2021                                                     |
| |
| Población de derecho según los censos de población del INE Población de hecho según los censos de población del INE |

## Administración y política
| Período   | Alcalde                   | Partido                                  |  |
| --------- | ------------------------- | ---------------------------------------- |  |
| 1979-1983 | José Antonio García Calvo | FPAM-(Frente Progresista Agrícola Minero |  |
| 1983-1987 | José Tomás Alonso Navarro | PSOE-Aragón                              |  |
| 1987-1991 | José Tomás Alonso Navarro | PSOE-Aragón                              |  |
| 1991-1995 | Rogelio Pérez Carrera     | PSOE-Aragón                              |  |
| 1995-1999 | Rogelio Pérez Carrera     | PSOE-Aragón                              |  |
| 1999-2003 | Alfredo Zaldívar Tris     | PSOE-Aragón                              |  |
| 2003-2007 | Alfredo Zaldívar Tris     | PSOE-Aragón                              |  |
| 2007-2011 | Alfredo Zaldívar Tris     | PSOE-Aragón                              |  |
| 2011-2015 | Alfredo Zaldívar Tris     | PSOE-Aragón                              |  |
| 2015-2019 | Alfredo Zaldívar Tris     | PSOE-Aragón                              |  |
| 2019-2023 | Alfredo Zaldívar Tris     | PSOE-Aragón                              |  |

| Partido político    | Partido político                                   | 2003   | 2007   | 2011   | 2015   | 2019   |
| Partido político    | Partido político                                   | Ediles | Ediles | Ediles | Ediles | Ediles |
|                     | Partido de los Socialistas de Aragón (PSOE-Aragón) | 6      | 7      | 6      | 6      | 6      |
|                     | Partido Popular de Aragón (PP)                     | 2      | 2      | 3      | 3      | 3      |
|                     | Partido Aragonés (PAR)                             | 1      | —      | —      | —      | —      |
| Total de concejales | Total de concejales                                | 9      | 9      | 9      | 9      | 9      |